# Tekbaş
Tekbaş (kurd. Dizvaz) war ein fast oder ganz verlassenes Dorf im Landkreis Kiğı der türkischen Provinz Bingöl, nahe der Grenze zur Provinz Tunceli. Die Entfernung nach Kiğı beträgt ca. 19 km. 
Im Jahre 1967 lebten in Tekbaş 168 Menschen. 1990 lebten in Tekbaş noch 100 Menschen. In den Bevölkerungsstatistiken von 2007 bis 2013 ist Tekbaş nicht verzeichnet.
Der ursprüngliche Name lautet Dizvaz. Die Ortschaft wurde bereits in osmanischen Dokumenten des 16. Jahrhunderts unter dem Namen Diz Vars geführt. Die Form Dizvaz ist auch im Grundbuch verzeichnet.